# Dieter Mewes

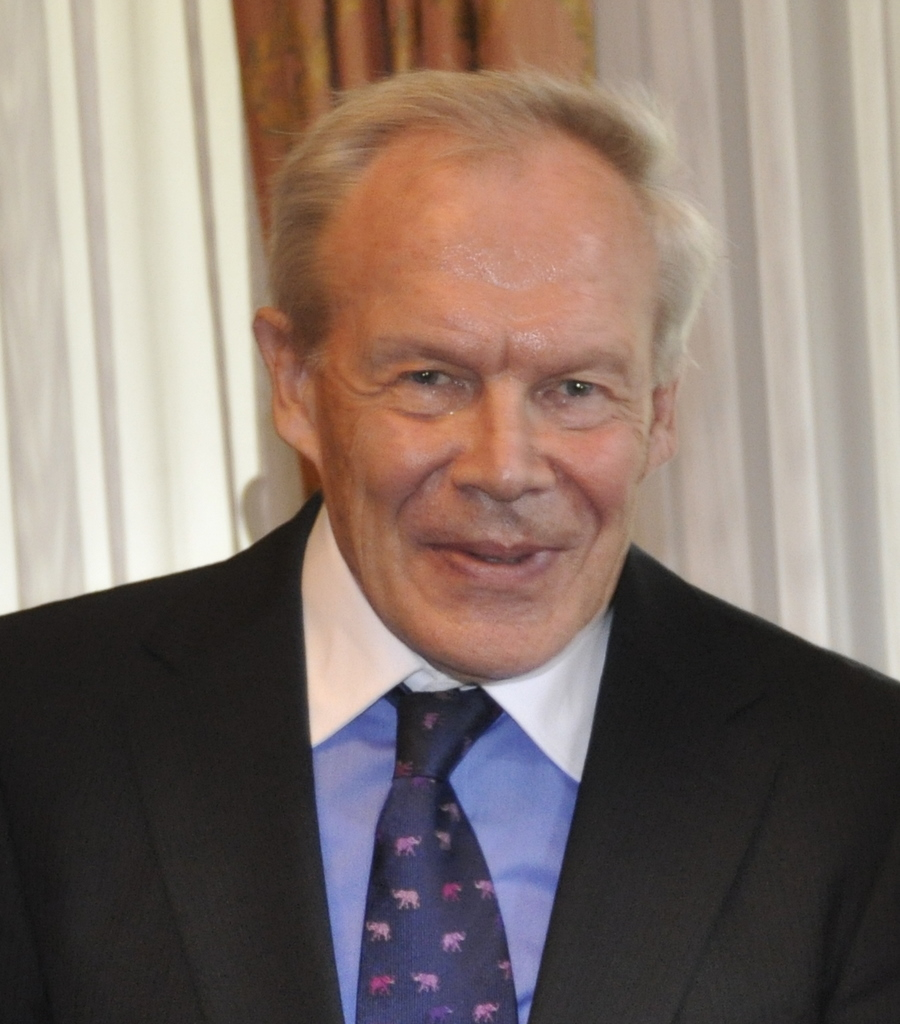
Dieter Mewes (2011)

Dieter Mewes (* 18. Dezember 1940 in Berlin) ist ein deutscher Diplom-Ingenieur, der sich mit Maschinenbau/Verfahrenstechnik beschäftigt und bis 2006 das Institut für Verfahrenstechnik an der Leibniz-Universität Hannover leitete.

## Werdegang
Mewes studierte von 1959 bis 1966 an der TU Berlin Maschinenbau / Verfahrenstechnik und war dort anschließend als wissenschaftlicher Assistent am Institut für Verfahrenstechnik bei Brauer tätig. Seine Promotion erfolgte 1970, zwei Jahre später habilitierte er sich. 1979 erfolgte seine Ernennung zum außerplanmäßigen Professor der TU Berlin.
Als Rudersportler war Mewes 1965 Deutscher Meister im Doppelzweier, 1966 und 1967 Deutscher Hochschulmeister im Einer.
Von 1973 bis 1982 war er für die Firma Degussa (jetzt Evonik Degussa) auf unterschiedlichen leitenden Positionen tätig: Forschung Verfahrenstechnik-Grundoperationen, Hanau-Wolfgang, Betriebsingenieurwesen, Degussa Antwerpen NV, Vice President Engineering, Degussa Corp., USA, Abteilungsdirektor, Degussa AG.
1982 folgte Mewes dem Ruf der Leibniz-Universität Hannover. Dort leitete er bis zum Eintritt in den Ruhestand (2006) als Professor das Institut für Verfahrenstechnik.
Neben ehrenamtlichen Tätigkeiten in unterschiedlichen Gremien zur Forschungsförderung, war er für die Deutsche Forschungsgemeinschaft (DFG) Mitglied des Senats und Mitglied des Hauptausschusses, sowie gewählter Fachgutachter, davon 4 Jahre Vorsitzender des Fachgutachterausschusses „Maschinenbau und Verfahrenstechnik“. Mewes ist seit 1995 Mitglied der Berlin-Brandenburgischen Akademie der Wissenschaften.

## Arbeitsschwerpunkte
In enger Zusammenarbeit mit der Industrie führte er grundlagenorientiert zahlreiche Forschungsarbeiten auf den Gebieten des Stofftransports und des Wärmeübergangs in ein- und mehrphasigen Strömungen unter Einsatz der Lasermesstechnik, Holografie und unterschiedlicher tomographischer Mess- und Visualisierungsverfahren durch. Weitere Arbeitsgebiete waren die mehrphasigen Strömungen im Bereich der Sicherheitstechnik von Kernreaktoren und chemischer Anlagen sowie im Bereich der Erdöl- und Erdgasfördertechnik, die Kautschuktechnologie sowie die Rheologie und Verarbeitung polymerer Werkstoffe.
Gemeinsam mit Julius Peter, Manfred Hallensleben, dem Deutschen Institut für Kautschuktechnologie und dem Wirtschaftsverband der deutschen Kautschukindustrie konzipierte er 1985 das Weiterbildungsstudium Kautschuktechnologie an der Leibniz-Universität Hannover und leitete dieses bis 2006.

## Auszeichnungen
- 2000 Arnold-Eucken-Medaille der Forschungs-Gesellschaft-Verfahrenstechnik (GVC)[3]
- 2006 Erich-Konrad-Medaille der Deutschen Kautschuk Gesellschaft (DKG)[4]
- 2006 Ehrendoktorwürde der Universität für Chemische Technologie und Metallurgie (UCTM), Sofia[5]
- 2006  Ernest-Solvay-Preis der Ernest-Solvay Stiftung[6]
- 2011 Bundesverdienstkreuz (erster Klasse)[7]
- 2016 Ehrenprofessor der Universität für Chemische Technologie und Metallurgie (UCTM), Sofia, Bulgarien[8]

## Schriften
- H. Brauer, D. Mewes: Stoffaustausch einschließlich chemischer Reaktion; Verlag Sauerländer, Aarau und Frankfurt am Main (1971), ISBN   3-7941-0008-5
- Th. Pilhofer, D. Mewes: Siebbodenextraktionskolonnen; Verlag Chemie, Weinheim 1979, ISBN 3-527-25837-X
- D. Mewes, C. Herman, R. Renz: Tomographic measurement and reconstruction techniques; in “Optical Measurement Techniques and Applications”, ed. by F. Mayinger, Springer Vlg. (1994), p. 371–424; ISBN 3-540-56765-8
- C. Herman, D. Mewes, F. Mayinger: Optical techniques in transport phenomena; in "Advances in Transport Processes", Vol 8, A.S. Mujumdar, R.A. Mashelkar (Hrsg.), Elsevier Science Publ., Amsterdam und New York, 1992, p. 1/58; ISBN 0-444-89351-2
- M. Buchmann, D. Mewes: The tomographical dual wavelength photometry – a new tool to distinguish micro- and macro-mixing; in „Applied Optical Methods“, M. Lehner, D. Mewes, U. Dinglreiter, R. Tauscher (Eds.), p. 249/261 Springer Vlg., 1999, Heidelberg, Berlin; ISBN 3-540-66173-5
- A. Tokarz, D. Mewes: Mass Transfer across dilated interfaces; AIChE Journal, 47 (2001) 4, 799/812
- F. Lehr, M. Millies, D. Mewes: Numerical simulation of bubble size distributions and flow fields in bubble columns; AIChE Journal, 48 (2002) 11, 2426/2443
- B. Mahr, D. Mewes: Two-phase flow in structured packing: Modelling and calculation on a macroscopic scale; AIChE Journal 54(2008)3, 614/626
- H. Bockhorn, D. Mewes, W. Peukert, H.-J.  Warnecke (Hrsg.): Micro and Macro Mixing - Analysis, Simulation and Numerical Calculation; Springer Vlg. Berlin-Heidelberg (2010); ISBN 3-642-04548-0